# Lijst van voetbalinterlands Albanië - Slovenië (vrouwen)
Deze lijst van voetbalinterlands is een overzicht van alle officiële voetbalwedstrijden tussen de nationale vrouwenteams van Albanië en Slovenië. De landen hebben tot nu toe twee keer tegen elkaar gespeeld.

## Wedstrijden
| № | Plaats         | Datum           | Competitie        | Wedstrijd          | Uitslag |
| - | -------------- | --------------- | ----------------- | ------------------ | ------- |
| 1 | Elbasan        | 6 juni 2017     | Vriendschappelijk | Albanië − Slovenië | 0 − 2   |
| 2 | Gornja Radgona | 8 november 2018 | Vriendschappelijk | Slovenië − Albanië | 2 − 0   |

## Samenvatting
| Competitie        | Totaal gespeeld | Winst Albanië | Gelijk | Winst Slovenië | Doelsaldo Albanië – Slovenië |
| ----------------- | --------------- | ------------- | ------ | -------------- | ---------------------------- |
| Vriendschappelijk | 2               | 0             | 0      | 2              | 0 − 4                        |
| Totaal            | 2               | 0             | 0      | 2              | 0 − 4                        |